# Katedra w Pizie
Katedra Santa Maria Assunta (pol. katedra Wniebowzięcia Najświętszej Maryi Panny) – rzymskokatolicki kościół w Pizie. Arcydzieło architektury romańskiej. Wraz z baptysterium, kampanilą oraz cmentarzem Camposanto Monumentale tworzy zespół zabytkowy Piazza del Duomo, wpisany w 1987 roku na listę światowego dziedzictwa UNESCO. Katedra łączy w sobie elementy stylistyczne architektury lombardzko-emilijskiej, klasycznej, późnostarożytnej, bizantyńskiej, rawenneńskiej i arabskiej. Rozpoczęta w 1064 roku i ukończona w połowie XII wieku, została zbudowana dzięki bogatym łupom, zdobywanym w bitwach morskich w rejonie Morza Śródziemnego oraz darowiznom, zarówno prywatnym jak i cesarskim, stając się symbolem morskiej potęgi Republiki Pizy w szczytowym okresie jej rozwoju.

## Historia
Katedra Santa Maria Assunta została założona w 1064 roku dla uczczenia wielkości Pizy, która była wtedy potężną republiką morską; drugą była Genua. O finansowaniu budowy świątyni z łupów wojennych informuje jedna z ówczesnych inskrypcji, zachowanych na fasadzie. Możliwym powodem rozpoczęcia budowy mogła być też chęć wypełnienia ślubów złożonych Najświętszej Maryi Pannie w zamian za jej pomoc w zwycięstwie odniesionym nad Saracenami w bitwie morskiej u wybrzeży Sycylii. 26 września 1118 roku katedra została konsekrowana. Wybudowana została w dwóch etapach. W pierwszym, zrealizowanym pod kierunkiem architekta Buscheto, powstała oryginalna bazylika z nawą główną i czterema nawami bocznymi oraz z transeptem, składającym się z nawy środkowej i dwóch naw bocznych. Na skrzyżowaniu naw zbudowano kopułę. W drugim etapie, zrealizowanym pod kierunkiem Rajnaldo, wydłużono świątynię od strony zachodniej o 3 przęsła i zbudowano fasadę, zachowaną do dziś. Budowa świątyni została ukończona w ostatniej ćwierci XII wieku. Pod koniec XIV wieku zbudowano niewielką loggię wokół kopuły. W 1595 roku katedrę spustoszył katastrofalny pożar, po którym wiele zniszczonych dzieł zastąpiono innymi podejmując zarazem zakrojony na szeroką skalę program dekoracji wnętrza.

## Architektura

### Fasada
Fasada zachodnia jest głównym elementem wystroju zewnętrznego świątyni. Tworzą ją 4 rzędy ślepych arkad, wykonanych z białego marmuru, umieszczonych ponad 3 portalami. Rząd najniższy biegnie przez całą szerokość fasady, wyższe są coraz węższe, a ostatni rząd tworzy fronton. Symetryczna fasada przypomina świątynie greckie, ale wieńczący jej fronton posąg Madonny z Dzieciątkiem oraz płaskorzeźby o treści religijnej wokół portali z brązu świadczą o jej chrześcijańskim przeznaczeniu. Ścianę fasady za arkadami zdobi okładzina z kamiennych bloków, układanych poziomo w pasy, na przemian ciemne i białe, zdradzająca wpływy arabskie. Niektóre znajdujące się na fasadzie epigrafy wysławiają morskie przedsięwzięcia Republiki Pizy. Do budowy ścian bocznych użyto pomników z epoki rzymskiej, przywiezionych ze Wschodu. Na trzech portalach z brązu, pochodzących z warsztatu Giambologni, zostały przedstawione sceny z życia Chrystusa-Odkupiciela i Maryi; pierwotny portal główny, który uległ zniszczeniu w pożarze z 1595 roku, został udekorowany przez Bonanna Pisano, który jest też autorem 24 płyt z brązu ze scenami z Nowego Testamentu, znajdującymi się na drzwiach San Ranieri w prawym transepcie (1180).

### Korpus nawowy
Korpus nawowy katedry jest trzykondygnacyjny. Ściany przyziemia zostały udekorowane ślepymi arkadami, których łuki wspierają się na lizenach. Ściany pierwszej kondygnacji zdobią same lizeny, podtrzymujące architraw, natomiast ściany kondygnacji drugiej – podobnie jak ściany przyziemia – ślepe arkady, których łuki wspierają się na półkolumnach. Zaokrąglone apsydy zamykające nawę środkową transeptu są dwukondygnacyjne. W ich dekoracji dokonano pewnej modyfikacji, zastępując lizeny w przyziemiu półkolumnami. Łuki udekorowano polichromowanymi intarsjami. Apsyda zamykająca od wschodu nawę główna jest również zaokrąglona, trzykondygnacyjna. Jej kondygnacja przyziemna przypomina kondygnację przyziemną korpusu nawowego, natomiast dwie kondygnacje wyższe mają formę niewielkich loggii. Na wierzchołku apsydy znajduje się kopia gryfa z brązu, będącego wytworem sztuki arabskiej z XI wieku, a zdobytym jako łup wojenny w Hiszpanii. Oryginał przechowywany jest w Museo dell'Opera. Na skrzyżowaniu naw i transeptu wznosi się kopuła, zbudowana na planie spłaszczonego okręgu z osią główną w kierunku wschód-zachód. Otaczająca kopułę loggia została zbudowana po roku 1383 przez Puccia di Landuccio, prawdopodobnie w celu wzmocnienia jej konstrukcji.

## Wnętrze

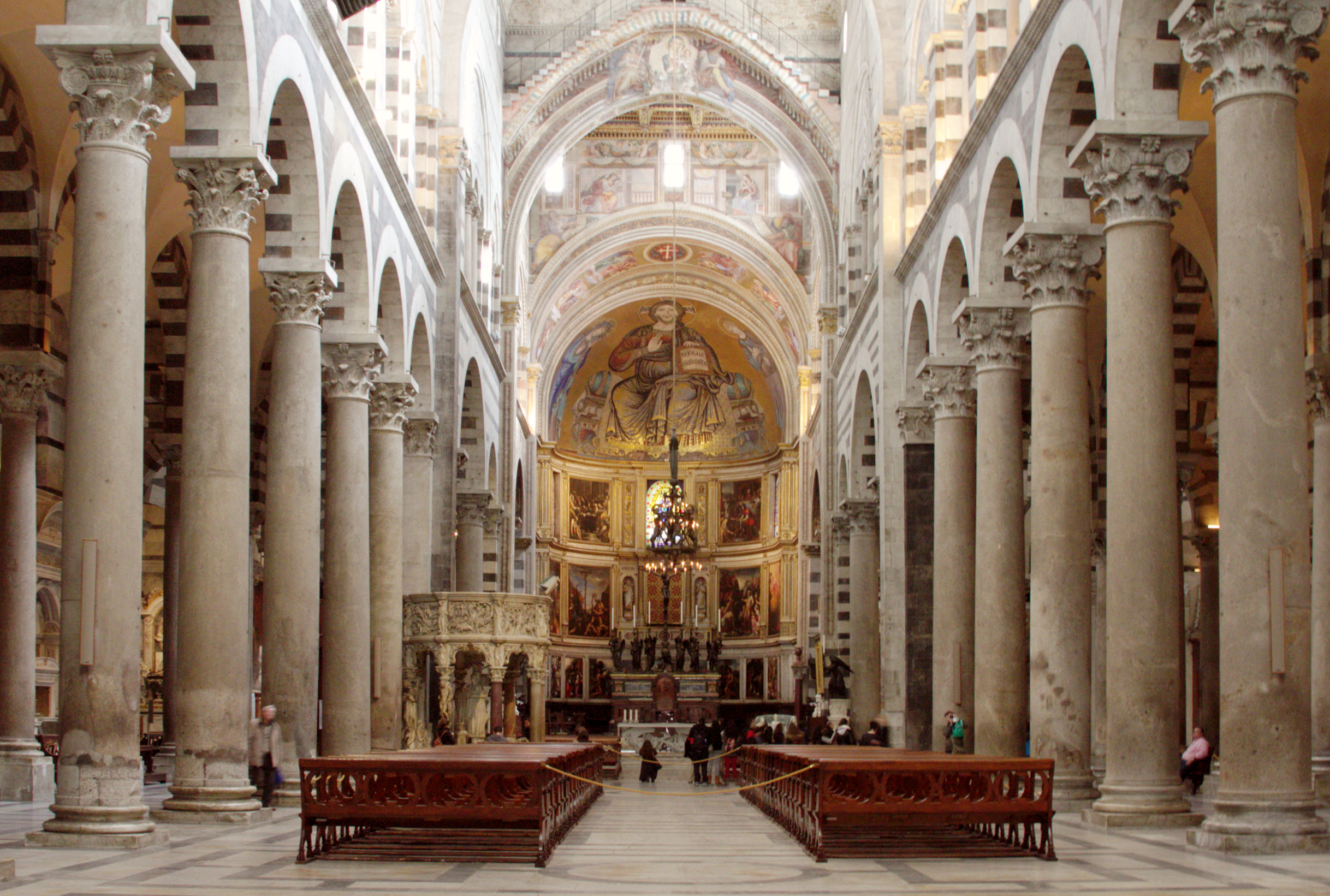
Wnętrze katedry w Pizie, nawa główna

Katedra Santa Maria Assunta powstała na planie krzyża łacińskiego jako założenie z pięcionawowe z trzynawowym transeptem. Nawa główna jest obramowana z każdej strony dwoma rzędami monolitycznych kolumn, wykonanych z granitu z Elby. Nawy boczne zostały przekryte sklepieniem krzyżowym, a nawa główna – drewnianym, kasetonowym stropem, który w XVII wieku zastąpił oryginalną, odsłoniętą więźbę dachową. Oświetlenie wnętrza zapewniają wąskie, łukowe okna. Wnętrze jest bogato dekorowane. Do dekoracji łuków wznoszących się ponad rzeźbionymi kapitelami kolumn wykorzystano, podobnie jak na zewnątrz, motyw pasów układanych na przemian z białego i ciemnego kamienia, co było ulubionym motywem toskańskich architektów.
Do najważniejszych elementów wyposażenia wnętrza należą: 
- jedno z arcydzieł włoskiej rzeźby gotyckiej, ambona Giovanniego Pisano (1302–1310), mająca kształt ośmiokąta, wsparta na kolumnach z kariatydami i bogato udekorowana rzeźbami, ilustrującymi epizody z życia Chrystusa oraz przedstawiającymi proroków, świętych, kardynałów i cnoty teologalne[2];
- grobowiec cesarza Henryka VII (1313–1315), dzieło rzeźbiarza Tina di Camaino ze Sieny[2];
- mozaika na sklepieniu apsydy przedstawiająca Chrystusa i Maryję z postacią św. Jana Ewangelisty (1302, autorstwa Cimabue[2].

Wyposażenie wnętrza dopełniają obrazy z XV i XVI wieku, namalowane przez takich artystów jak: Andrea del Sarto (Matka Boża Łaskawa w pierwszym ołtarzu prawej nawy oraz Sw. Agnieszka, Św.Katarzyna i św. Małgorzata, Św. Piotr i św. Jan Chrzciciel na ścianach prezbiterium), Domenico Ghirlandaio (Anioły śpiewające Hosanna i muzykujące pod łukiem prowadzącym do apsydy), Sodoma (Ofiara Abrahama, Św. Łukasz i św. Jan, Zdjęcie z krzyża), Domenico Beccafumi (Mojżesz rozbijający tablice prawa, Św. Mateusz, Św. Marek) i wiele innych.

### „Lampa Galileusza”
Pośrodku świątyni wisi tzw. „lampa Galileusza” – masywny żyrandol z mosiądzu z rzeźbami z brązu (1584–1587), którego wahania badał Galileusz, co pozwoliło mu stwierdzić izochronizm wahadła (niezależność okresu drgań od maksymalnego kąta wychylenia). W rzeczywistości Galileusz dokonywał swoich obserwacji już w 1580 roku, zanim obecny żyrandol został umieszczony w katedrze; żyrandol używany przez Galileusza był dużo mniejszy i znajduje się obecnie w Camposanto Monumentale.

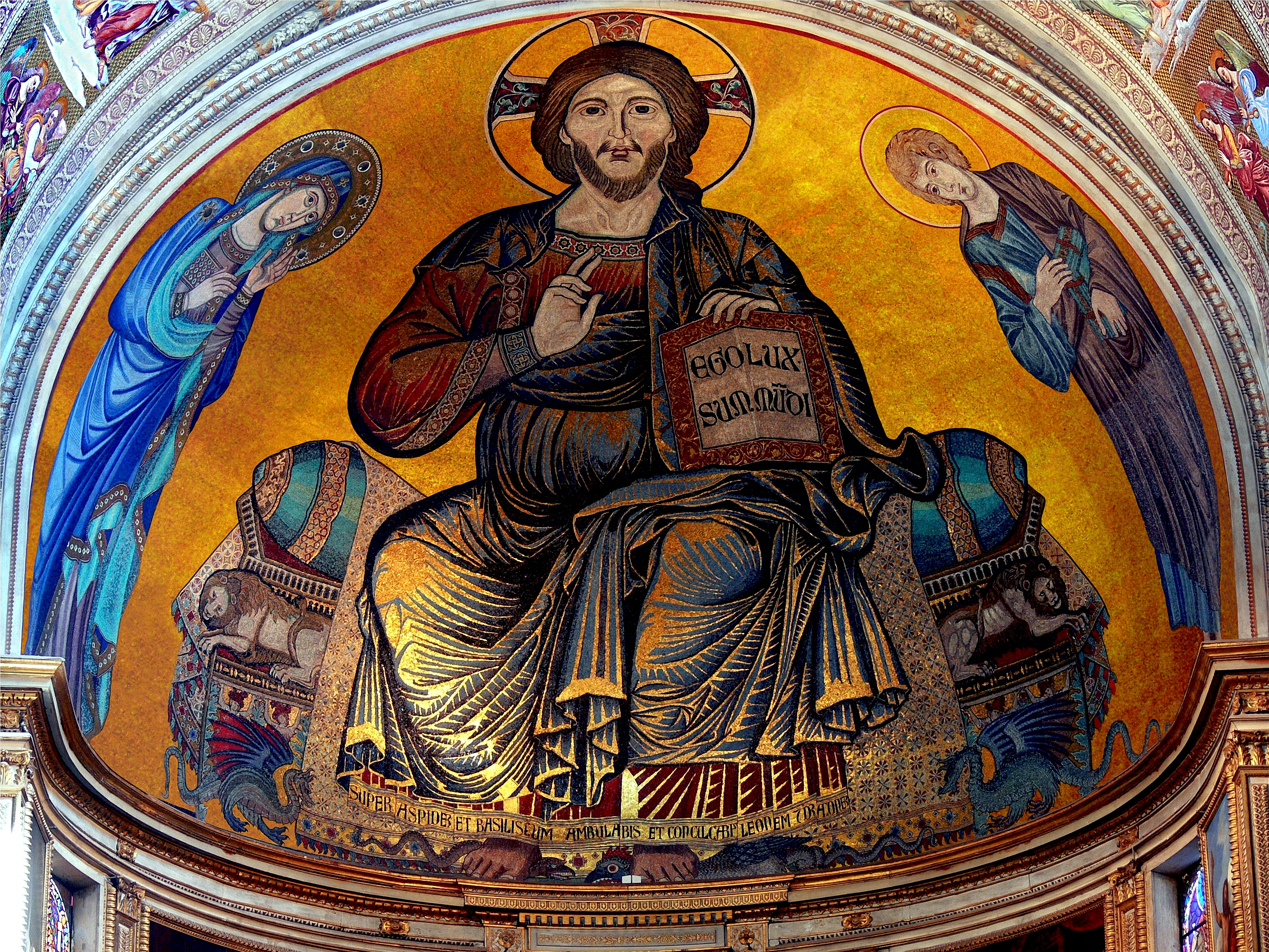
Chrystus Pantokrator (sklepienie apsydy)
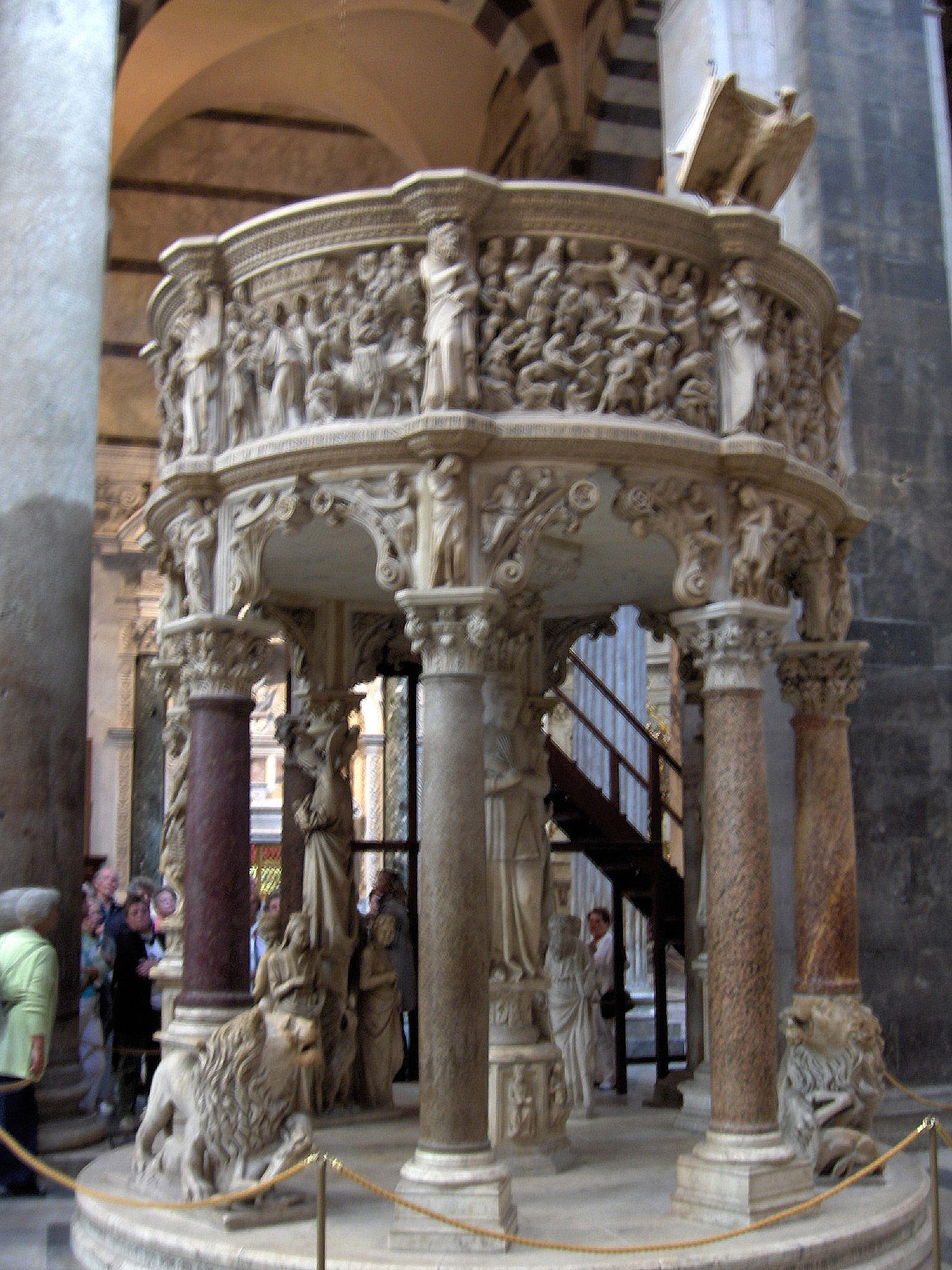
Giovanni Pisano, Ambona
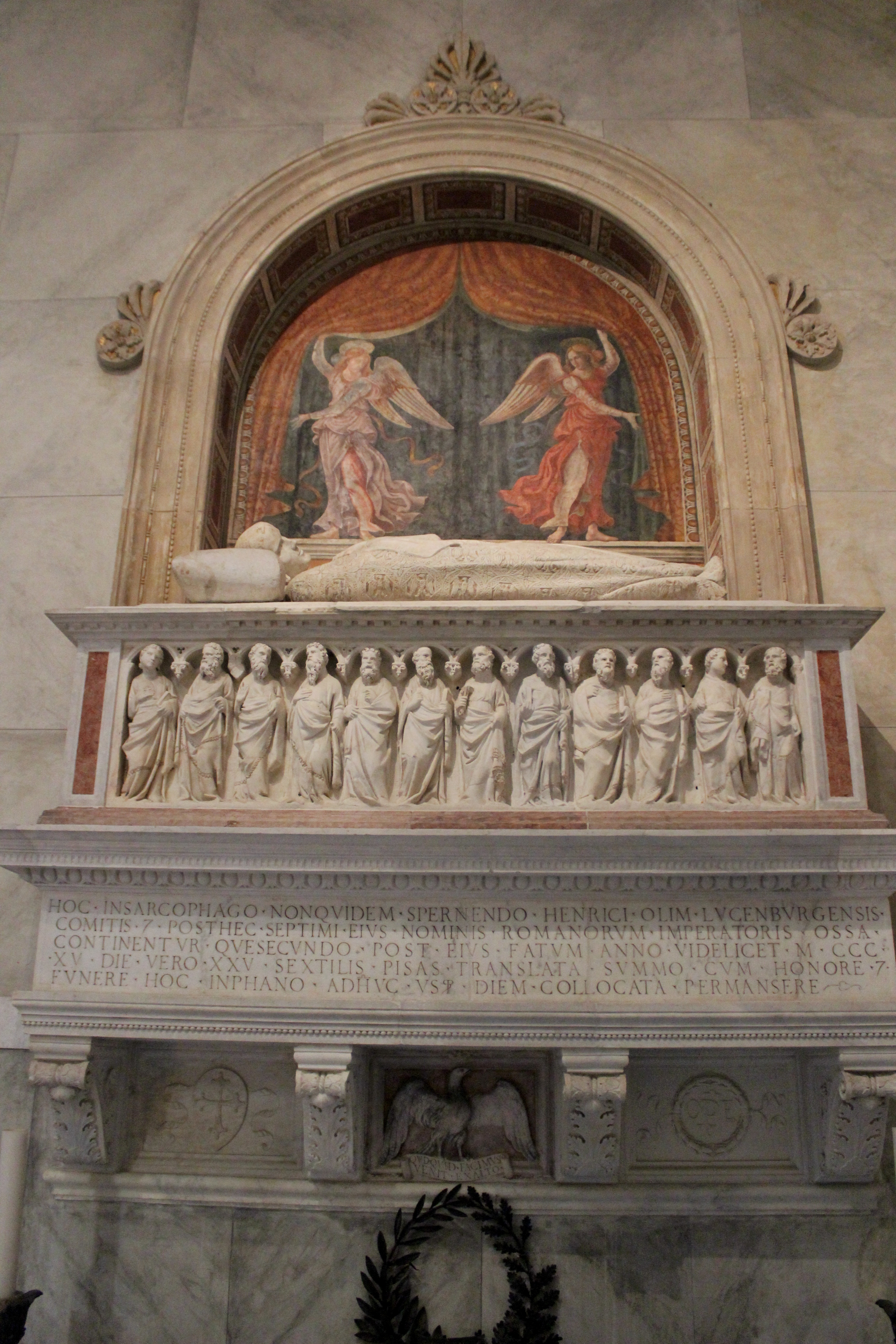
Tino di Camaino, grobowiec cesarza Henryka VII
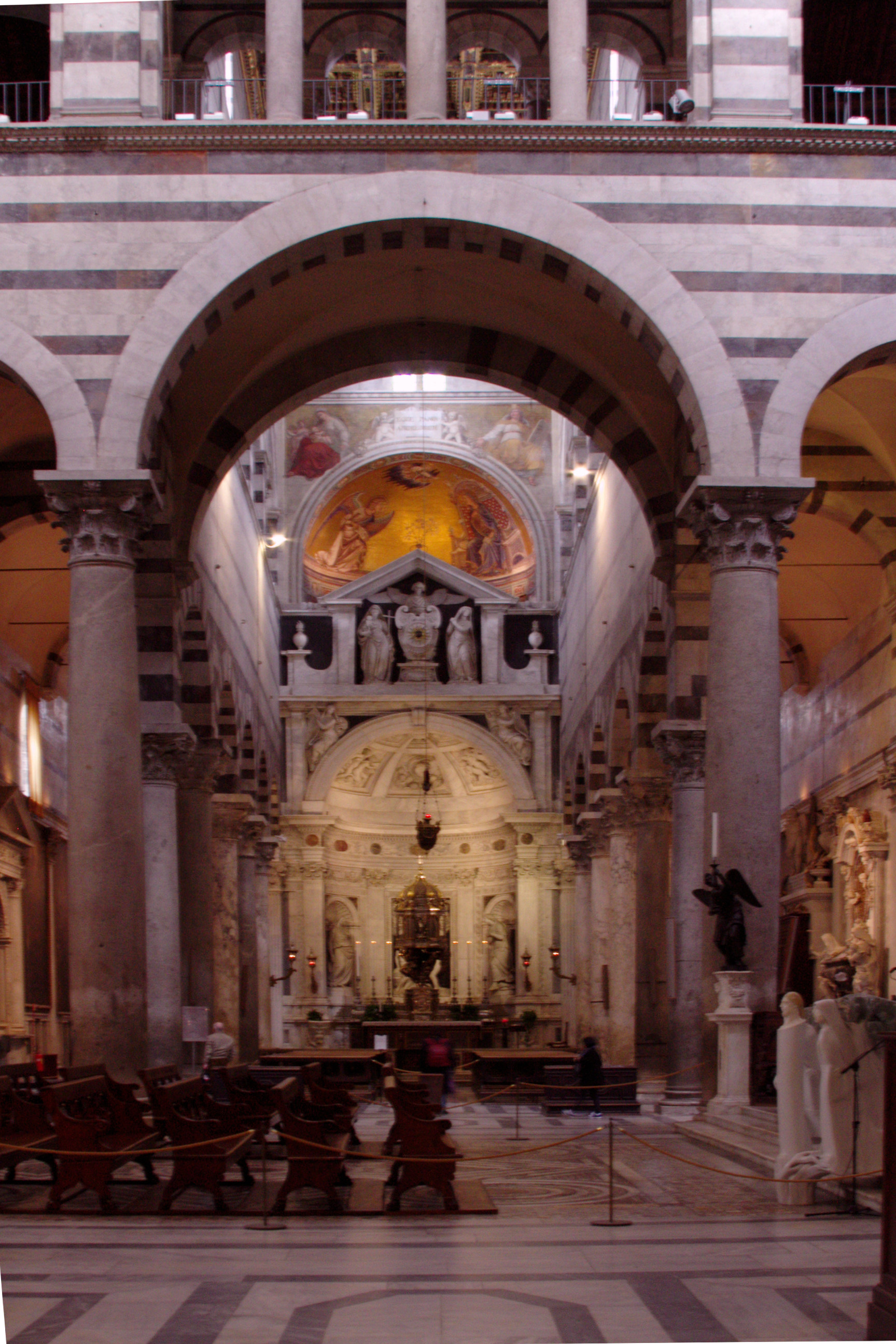
Kaplica Najświętszego Sakramentu
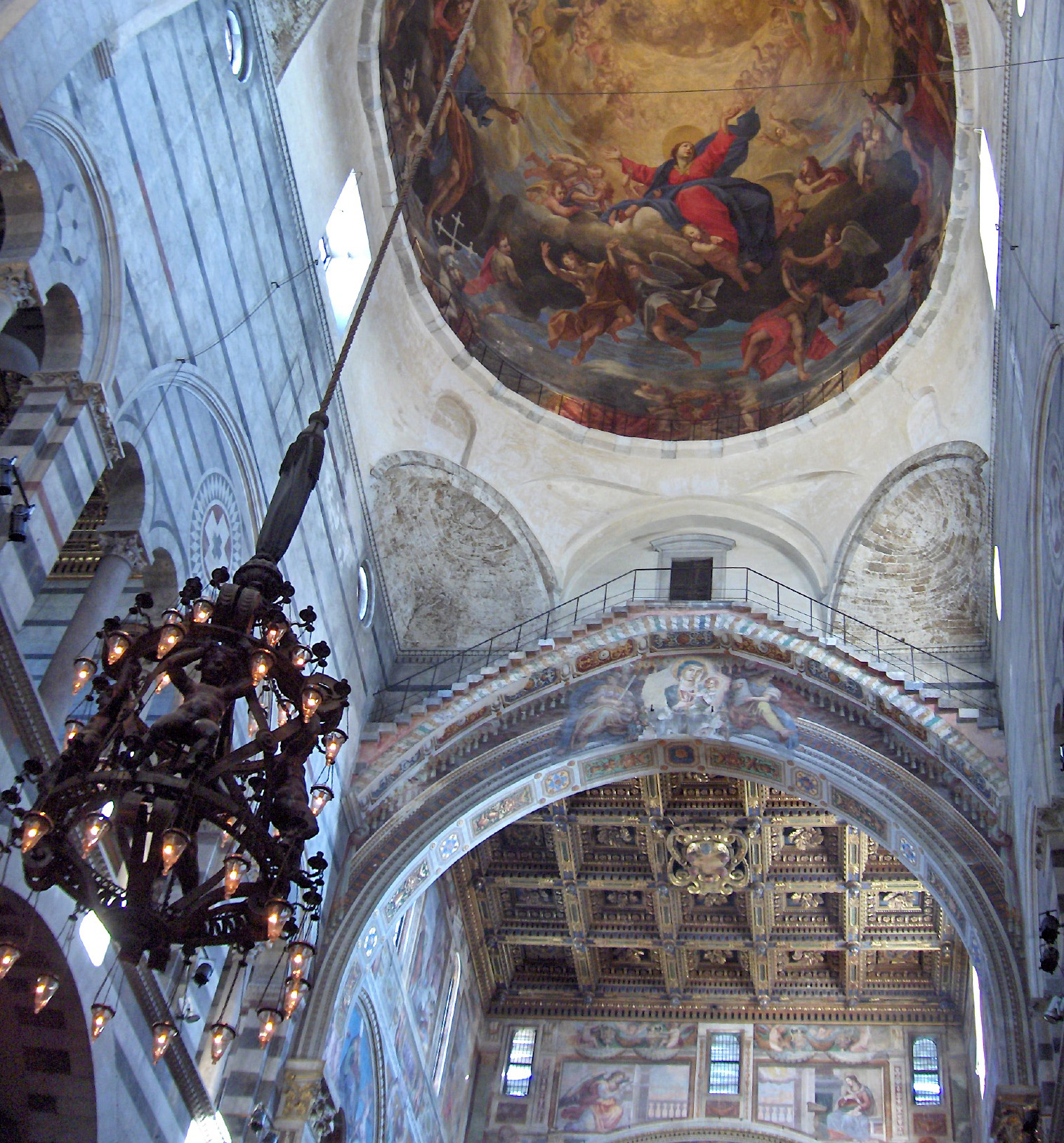
„Lampa Galileusza”

## Kampanila
Nieopodal apsydy katedry wznosi się kampanila, znana jako Krzywa Wieża. Ma ona 58,36 m wysokości i 15 m średnicy u podstawy. Jest odchylona 5,5° od pionu. Według oryginalnego projektu miała prawdopodobnie przekroczyć 70 m. Po dojściu w 1185 roku do trzeciego piętra prace zostały przerwane, ponieważ okazało się, że osiadanie gruntu spowodowało przechylenie się budynku. Prace wznowiono między 1275 a 1284 rokiem, by ponownie zatrzymać je na szóstym piętrze. W 1350 roku podjęto decyzję o niepodwyższaniu wieży i pozostawieniu jako jej elementu końcowego komory dzwonnej, dzieła Tommasa Pisano. Przed jej rozpoczęciem Pisano podniósł posadzkę komory o 45 cm po stronie wychylenia, aby zniwelować nachylenie wieży. Wieża naśladuje wystrój fasady katedralnej, zaprojektowanej przez Lanfranca; na parterze, udekorowanym ślepymi arkadami wspartymi na kolumnach, wznosi się 6 kondygnacji, zbudowanych w formie loggii. Pomimo długiego okresu budowy wieża stanowi architektoniczną jedność z pobliską katedrą.